# Новая Гребля (Жашковский район)
Новая Гребля (укр. Нова Гребля) — село в Жашковском районе Черкасской области Украины.
Население по переписи 2001 года составляло 769 человек. Почтовый индекс — 19226. Телефонный код — 4747.

## Местный совет
19226, Черкасская обл., Жашковский р-н, с. Новая Гребля